# Камышевая
Камышевая (бывшая Кайменшес Мюллен-флис, или нем. Weidgirren) — река в России, протекает по Гурьевскому району Калининградской области. Река впадает в канал Западный. Длина реки составляет 17 км, площадь водосборного бассейна — 102 км².

## Данные водного реестра
По данным государственного водного реестра России относится к Балтийскому бассейновому округу, водохозяйственный участок реки — реки бассейна Балтийского моря в Калининградской области без рек Неман и Преголя. Относится к речному бассейну реки Неман и рекам бассейна Балтийского моря (российская часть в Калининградской области).
Код объекта в государственном водном реестре — 01010000312104300010625.